# Acanthoscirtes
Acanthoscirtes is een geslacht van rechtvleugeligen uit de familie sabelsprinkhanen (Tettigoniidae). De wetenschappelijke naam van dit geslacht is voor het eerst geldig gepubliceerd in 2012 door Hemp.

## Soorten
Het geslacht Acanthoscirtes omvat de volgende soorten:
- Acanthoscirtes albostriatus Hemp, 2012
- Acanthoscirtes bilineatus Chopard, 1954
- Acanthoscirtes kevani Chopard, 1954